# Tetrathylacium macrophyllum
Tetrathylacium macrophyllum är en videväxtart som beskrevs av Eduard Friedrich Poeppig och Endl.. Tetrathylacium macrophyllum ingår i släktet Tetrathylacium och familjen videväxter. Inga underarter finns listade i Catalogue of Life.